# فرودگاه شهری جورج بست بلفاست
فرودگاه شهری جورج بست بلفاست (به انگلیسی: George Best Belfast City Airport) یک فرودگاه همگانی مسافربری با کد یاتا BHD است که یک باند فرود آسفالت دارد و طول باند آن ۱۸۲۹ متر است. این فرودگاه در شهر بلفاست کشور ایرلند شمالی قرار دارد و در ارتفاع ۵ متری از سطح دریا واقع شده‌است.

## شرکت‌های هواپیمایی و مقصدهای پروازی
The following airlines operate regular scheduled and charter flights to and from Belfast City Airport:
| شرکت‌های هواپیمایی                       | مقصدهای پروازی |
| --------------------------------------- | --- |
| ایر لینگاس                              | هیترو لندن فصلی: آلیکانته-الچه، فارو، مالاگا، پالما د مایورکا چارتر فصلی: زالتسبورگ, ورونا                                                                   |
| بریتیش ایرویز                           | هیترو لندن |
| Eastern Airways                         | جزیره من، نیوکاسل (آغاز از ۱ سپتامبر ۲۰۱۷) |
| فلای‌بی                                  | آبردین، بیرمنگام، کاردیف، ایست میدلند، ادینبرو، اکستر، گلاسگو، اینورنس، لیدز برادفورد، جان لنون لیورپول، لندن سی‌تی، منچستر، ساوت‌همپتون فصلی: نیوکوئی کورنوال |
| ایسلندایر اجرا توسط Air Iceland Connect | کفلاویک |
| کاال‌ام اجرا توسط کی‌ال‌ام سیتی‌هاپر        | اسخیپول آمستردام |